# Cotesia eliniae
Cotesia eliniae är en stekelart som beskrevs av Papp 1989. Cotesia eliniae ingår i släktet Cotesia och familjen bracksteklar. Inga underarter finns listade i Catalogue of Life.